# Ubi arcano Dei consilio
Ubi arcano Dei consilio (en español, Por el inescrutable designio divino) es la primera encíclica que Pío XI escribió tras su elección el 6 de febrero de 1922. En ella expone la grandeza y la gravedad del momento histórico, y presenta lo que sería el lema de su pontificado, la paz de Cristo en el reino de Cristo.

## Inicio del pontificado
Tras la muerte de Benedicto XV, el 22 de enero de 1922, el Cónclave convocado para elegir a su sucesor dio comienzo el 2 de febrero y en su quinto día, el 6 de febrero, eligió papa al cardenal Achile Ratti, un hombre de estudio, de una gran cultura, con doctorados en Derecho Canónico y Teología y licenciatura en Filosofía; con experiencia en los asuntos de la curia romana, y en la diplomacia de la Santa Sede, pero su experiencia pastoral y cardenalicia se limitaba a unos pocos meses: había sino nombrado arzobispo de Milán, el año anterior. 
Su pontificado comenzaba cuando empezaba a ponerse de manifiesto la quiebra del tratado de Versalles (firmado el 28.06.1918), pues las condiciones económicas que se exigían a Alemania no podían ser satisfechas por este país; y la Sociedad de Naciones -a pesar de su éxito al evitar algunas conflictos internacionales- encontraba dificultades para salvaguardar la paz objetivo principal para la que había sido creada.

## Contenido de la encíclica
La encíclica se desarrolla a lo largo de párrafos que no aparecen numerados en el original, sin que formalmente se marque una estructura clara, sin embargo, en su discurso pueden distinguirse cuatro partes: I) una introducción en la que Pío XI comenta brevemente las cuestiones que ha debido atender desde su elección, II) una exposición de los males con los que se enfrenta la sociedad en esos momentos y la causa de esos males, III) Los remedios que propone. y IV) Programa de su pontificado.

### I. Introducción
Ubi arcano Dei consilio ac nutu Nos, qui nullis sane meritis commendaremur, ad hanc et veritatis cathedram et caritatis evecti sumus, habuimus in animo, venerabiles fratres, vos unaque Nostros dilectos filios, quotquot sunt vestris proxime demandati curis, quamprimum per amantissimas litteras universos alloqui.
Desde el momento en que por inescrutable designio de Dios Nos vimos exaltados, sin mérito alguno, a esta Cátedra de verdad y caridad, fue Nuestro ánimo, Venerables Hermanos, dirigiros cuanto antes y con el mayor afecto Nuestra palabra, y con vosotros a todos Nuestros amados hijos confiados directamente a vuestros cuidados.
Ubi arcano Dei consilio, §1

Sin embargo, explica el papa, hasta ahora -al llegar la celebración del Nacimiento de Nuestro Señor- no le ha sido posible pues, además de corresponder a las innumerables cartas de los católicos que recibió, tuvo que proseguir con importantes cuestiones que estaban ya incoadas: la situación de los cristianos y las Iglesias de Tierra Santa, defender la causa de la caridad junto con la justicia en las conferencias de las naciones vencedoras en la Gran Guerra, procurar el socorro de la inmensas muchedumbres consumidas por el hambre, implorando además esos socorros en todo el munndo. 
Junto a esas tareas, otros acontecimientos llenaron al papa de gozo, pues tanto el XVI Congreso Eucarístico Internacional como el III Centenario de Propaganda Fide, le dio la oportunidad de hablar con cada uno de los cardenales y con muchos obispos, pudiendo mantener audiencias con grandes muchedumbres de fieles. También en este tiempo, la imagen de Nuestra Señora de Loreto ha sido repuesta en su santuario, una vez restaurados los destrozos causados por el incendio; el recorrido de la imagen, consagrada por el papa en el Vaticano, hasta su santuario le ha permitido comprobar la religiosidad de todos los pueblos por los que ha pasado. 

### II. Los males presentes y su causa
El fin de la Gran Guerra no ha supuesto la llegada de la paz, en Oriente se levantan peligros de nuevas guerras, y allí mismo todo está lleno de horrores, miserias, hambre y saqueos. Las viejas rivalidades no se han apagado, y se muestran en la economía, en la prensa, y aún en las artes y las letras. Se acepta en la práctica la lucha de clases, a la que se añaden las luchas de partido que en vez de buscar el bien público, se encaminan al logro del propio provecho. Esos males han penetrado en las mismas raíces de la sociedad, es decir hasta en las familias.

«Cuya degradación, iniciada hace ya tiempo, ha sido como muy favorecida por el terrible azote de la guerra, merced al alejamiento del techo doméstico de los padres y de los hijos, y merced a la licencia de las costumbres, en muchos modos aumentada. Así se ve muchas veces olvidado el honor en que debe tenerse la autoridad paterna; desatendidos los vínculos de la sangre: los amos y criados se miran como adversarios; se viola con demasiada frecuencia la misma fe conyugal, y son conculcados los deberes que el matrimonio impone ante Dios y ante la sociedad.»
Ubi arcano Dei consilio, p.13

Esa falta de paz repercute en los individuos que se llenan de inquietud de animo, y esto les hace exigentes y díscolos; se desprecia la obediencia y el trabajo; y simultáneamente aumenta el número de los que se ven reducidos a la misería, engrosando el número de los perturbadores del orden. Los deberes cristitanos se olvidan, se mantienen sin abrir y destinarse al culto iglesias que durante la guerra se destinaron a usos profanos, se mantienen cerrados seminarios y abandonadas algunas tierras de misión. No obstante en esta situación, señala el papa: 

«Es cierto que estos daños los vemos compensados también en alguna parte con excelentes frutos, porque apareció entonces más en el corazón del Clero el amor a la patria y la conciencia de todos sus deberes, de modo que muchas almas, a las puertas mismas de la muerte, admirando en el trato cotidiano los hermosos ejemplos de magnanimidad y de trabajo del Clero, se llegaron de nuevo al sacerdocio y a la Iglesia. Pero en esto hemos de admirar la bondad de Dios, que aun del mal sabe sacar bien.»
Ubi arcano Dei consilio, §#

Expone a continuación la causa de esos males: "¿De dónde nacen las guerras y contiendas entre nosotros?, ¿No es verdad que de vuestras pasiones?. Esa pérdida de la paz es efecto de la triple concupiscencia

«Porque la concupiscencia de la carne, o sea el deseo de placeres, es la peste más funesta que se puede pensar para perturbar las familias y la misma sociedad: de la concupiscencia de los ojos, o sea de la codicia de poseer, nacen las despiadadas luchas de las clases sociales, atento cada cual en demasía a sus propios intereses; y la soberbia de vida es decir, el ansia de mandar a los demás, ha llevado a los partidos políticos a contiendas tan encarnizadas, que no se detienen ni ante la rebelión, ni ante el crimen de lesa majestad, ni ante el parricidio mismo de la patria.»
Ubi arcano Dei consilio, §§§22

Hay un consciente olvido de Dios, arrojándolo de las leyes y del gobierno, queriendo hacer derivar la autoridad no de Dios, sino de los hombres, lo que ha dado lugar a la pérdida de los mismos fundamentos de la autoridad. Se ha querido prescindir de Él y de Jesucristo en la educación de la juventud, y no solo se ha excluido la religión de las escuelas, sino que en ella se ha combatido la religión. Pero esta ausencia ha impedido la educación de la conciencia de los jóvenes, de modo que difícilmente se ve el modo de que se puedan formar para la familia y para la sociedad hombres aptos y útiles para la común prosperidad.

### III. Remedios a estos males
«Y ante todo es necesario que la paz reine en los corazones. Porque de poco valdría una exterior apariencia de paz, que hace que los hombres se traten mutuamente con urbanidad y cortesía, sino que es necesaria una paz que llegue al espíritu, los tranquilice e incline y disponga a los hombres a una mutua benevolencia fraternal. Y no hay semejante paz si no es la de Cristo; y "la paz de Cristo triunfe en nuestros corazones"; ni puede ser otra "la paz suya, la que Él da a los suyos", ya que siendo Dios, "ve los corazones", y en los corazones tiene su reino.»
Ubi arcano Dei consilio, §#

La paz de Cristo no puede apartarse de la justicia, pero suavizada por la caridad permite reconciliar a los hombres entre sí. De este modo la paz de Cristo fortalece el orden social, y es garantía de derecho y tiene como fruto la caridad, que fortalece el orden social y fortaleciendo la dignidad del hombre le hace apreciar el valor de la autoridad. Solo cuando las sociedades y los estados decidan atenerse en sus relaciones interiores y exteriores a estas enseñanzas, podrán gozar de la paz, y resolver pacíficamente sus diferencias. Por lo demás, Cristo entregó estas enseñanzas a la Iglesia, instituida como su único intérprete, por esto las enseñanzas de la Iglesia aseguran la paz,  

«Síguese, pues, que la paz digna de tal nombre, es a saber, la tan deseada paz de Cristo, no puede existir si no se observan fielmente por todos en la vida pública y en la privada las enseñanzas, los preceptos y los ejemplos de Cristo: y una vez así constituida ordenadamente la sociedad, pueda por fin la Iglesia, desempeñando su divino encargo, hacer valer los derechos todos de Dios, los mismo sobre los individuos que sobre las sociedades.

»En esto consiste lo que con dos palabras llamamos Reino de Cristo. Ya que reina Jesucristo en la mente de los individuos, por sus doctrinas, reina en los corazones por la caridad, reina en toda la vida humana por la observancia de sus leyes y por la imitación de sus ejemplos.»
Ubi arcano Dei consilio, §#

### IV. Programa de su pontificado
Presentado así el lema de su pontificado -la paz de Cristo en el reino de Cristo- el papa pasa a exponer las líneas de su pontificado, con las que continúa el propósito de Pío X, "restaurar todas las cosas en Cristo ", tal como fue seguido por Benedicto XV. Desea para ello contar con la cooperación de los obispos, «puestos por el Espíritu Santo para regir la Iglesia de Dios», a los que transmite su deseo de convocarles en Roma para hallar reparo a la situación que atraviesa la humanidad, esto supondría dar continuidad al Concilio Vaticano I, que no llegó a completarse, pero considera que no ha llegado aún el momento de hacerlo. Enumera a continuación las obras de celo y las asociaciones de clérigos y laicos que han ido apareciendo en los últimos años, alentando a los obispos a proseguir en esa línea, alentando las obras de apostolado y les pide que transmitan a sus sacerdotes  

«Que Nos, testigo y compañero en otro tiempo y partícipe de los trabajos denodadamente tomados en pro de la grey de Cristo, siempre tuvimos y tenemos en grande estima su magnanimidad en soportar los trabajos, y su industria en hallar siempre nuevos medios de subvenir a las nuevas necesidades que consigo trae el cambio de los tiempos, y que ellos estarán unidos a Nos con vínculo más estrecho de unidad y Nos a ellos con el de la paternal benevolencia, cuanto con adhesión más pronta y apretada, mediante una vida santa y una obediencia perfecta, se unan como al mismo Cristo a sus pastores, que son sus guías y maestros.»
Ubi arcano Dei consilio, §56

Cuenta también para esta tarea con el clero regular, así como con los seglares que con todo mérito se les debe llamar «linaje escogido, una clase de sacerdotes reyes, gente santa, pueblo de conquista», pues en todos los fieles -sacerdotes y laicos- florece una cierta igualdad de derechos, pues todos están condecorados con la sangre de Cristo. Ante la necesidad de llevar adelante esta tarea eclesial, es preciso precaverse de una especial de modernismo moral, jurídico y social, que hace que aquellos que afirman profesar la doctrinas católicas, 

«en sus conversaciones, en sus escritos y en toda su manera de proceder no se portan de otro modo que si las enseñanzas y preceptos promulgados tantas veces por los Sumos Pontífices, especialmente por León XIII, Pío X y Benedicto XV, hubieran perdido su fuerza primitiva o hubieran caído en desuso [...].
Hay, pues, que traer a la memoria las doctrinas y preceptos que hemos dicho; hay que avivar en todos el mismo ardor de la fe y de la caridad divina, que es el único que puede abrir la inteligencia de aquellas y urgir la observancia de éstos.. Lo cual queremos que se lleve a cabo sobre todo en la educación de la juventud cristiana, y todavía más en especial en aquella que se está formando para el sacerdocio.»
Ubi arcano Dei consilio §60-62

El papa señala la labor que debe realizarse para atraer a los que están fuera de la Iglesia, tanto a los que desconocen totalmente a Cristo, como a los que conservan integra la doctrina o la unidad. Este objetivo le hace contemplar con gozo y como un augurio de una futura unidad, el aprecio universal hacia la Santa Sede manifestado en que muchas naciones a resstablecido las antiguas relaciones con la Sede Apostólica. Recuerda el papa la relación que debe existir entre el poder eclesiástico y el civil, por esto aunque

«la Iglesia mira como cosa vedada el inmiscuirse sin razón en el arreglo de estos negocios terrenos y meramente políticos, sin embargo, con todo derecho se esfuerza para que el poder civil no tome de ahí pretexto; o para oponerse de cualquier manera a aquellos bienes más elevados de que depende la salvación eterna de los hombres, o para intentar su daño y perdición con leyes y decretos inicuos, o para poner en peligro la constitución divina de la Iglesia, o finalmente, para conculcar los sagrados derechos del mismo Dios en la sociedad civil.»
Ubi arcano Dei consilio, §66

Tomando ocasión de esas palabras el papa se extiende manifestado su dolor por la falta de esa misma relación con Italia a causa de la situación a la que ha quedado sometida la sede apostólica, que por su origen y naturaleza divina no puede parecer hallarse sujeta a ningún poder ni ley humana, no bastando que este poder prometa proteger la libertad del romano pontífice. Como heredero de los pensamientos y deberes de sus Antecesores, renueva la protesta que estos hicieron en defensa de la dignidad de la sede apostólica. Muestra el papa su deseo de llegar a un arreglo pacífico de la cuestión romana, añadiendo que 

«A Dios, omnipotente y misericordioso, toca el hacer que llegue por fin a alborear día tan alegre, que será muy fecundo en toda clase de bienes, ya para la restauración del reino de Cristo, ya para el arreglo de los asuntos de Italia y del mundo entero; y para que no quede frustrado, trabajen diligentemente todos los hombres de recto sentir.»
Ubi arcano Dei consilio §70

Pío XI concluye esta su primera encíclica, con una oración por la paz en la Navidad, ya próxima, y con su bendición apostólica dirigida a los obispos, al clero y a todo el pueblo.